# NEW WORLD (ONE PIECEのキャラクターソング)
『NEW WORLD（ニューワールド）』は、テレビアニメ『ONE PIECE』に登場するキャラクターのブルックのキャラクターソングが収録されているシングル。2011年12月21日にavex modeから発売された。

## 概要
テレビアニメ『ONE PIECE』に登場するキャラクターブルック（THE SK★BROOK）のキャラクターソング。 ジャケットには、ブルックが描かれている。

## 収録曲
1. NEW WORLD
2. 骨 to be wild
3. NEW WORLD（Instrumental）
4. 骨 to be wild（Instrumental）